# Березнянська сільська рада (Володарський район)
| Березнянська сільська рада — колишній орган місцевого самоврядування у Володарському районі Київської області з адміністративним центром у с. Березна. Історична дата утворення: в 1923 році. Водоймища на території, підпорядкованій даній раді: річки Рось, Березнянка. Сільській раді були підпорядковані населені пункти: - с. Березна |

## Склад ради
Рада складалася з 14 депутатів та голови.

### Керівний склад ради
| ПІБ                              | Основні відомості                                                               | Дата обрання | Дата звільнення |
| -------------------------------- | ------------------------------------------------------------------------------- | ------------ | --------------- |
| Премудрий Анатолій Костянтинович | Сільський голова, 1947 року народження, освіта, безпартійний                    | 26.03.2006   | 31.10.2010      |
| Корчемний Сергій Вікторович      | Сільський голова, 1962 року народження, освіта середня спеціальна, безпартійний | 31.10.2010   |                 |

Примітка: таблиця складена за даними джерела